# Estadio Karađorđe
El título de este artículo contiene el siguiente carácter: đ. En caso de no estar disponible, el nombre puede ser representado como Estadio Karadjordje.
El Estadio Karađorđe o Karadjordje (en serbio: Stadion Karađorđe, cirílico: Стадион Карађорђе), anteriormente conocido como Estadio Vojvodina, es un estadio multipropósito en Novi Sad, Serbia. En la actualidad se utiliza sobre todo para partidos de fútbol y es la sede del FK Vojvodina. El estadio es capaz de albergar hasta 15 000 espectadores, tras una remodelación que amplió el aforo de 15 754 sentados. Tras esta remodelación, fue la sede en 2009 del Campeonato Europeo de Atletismo Junior.

## Nombre

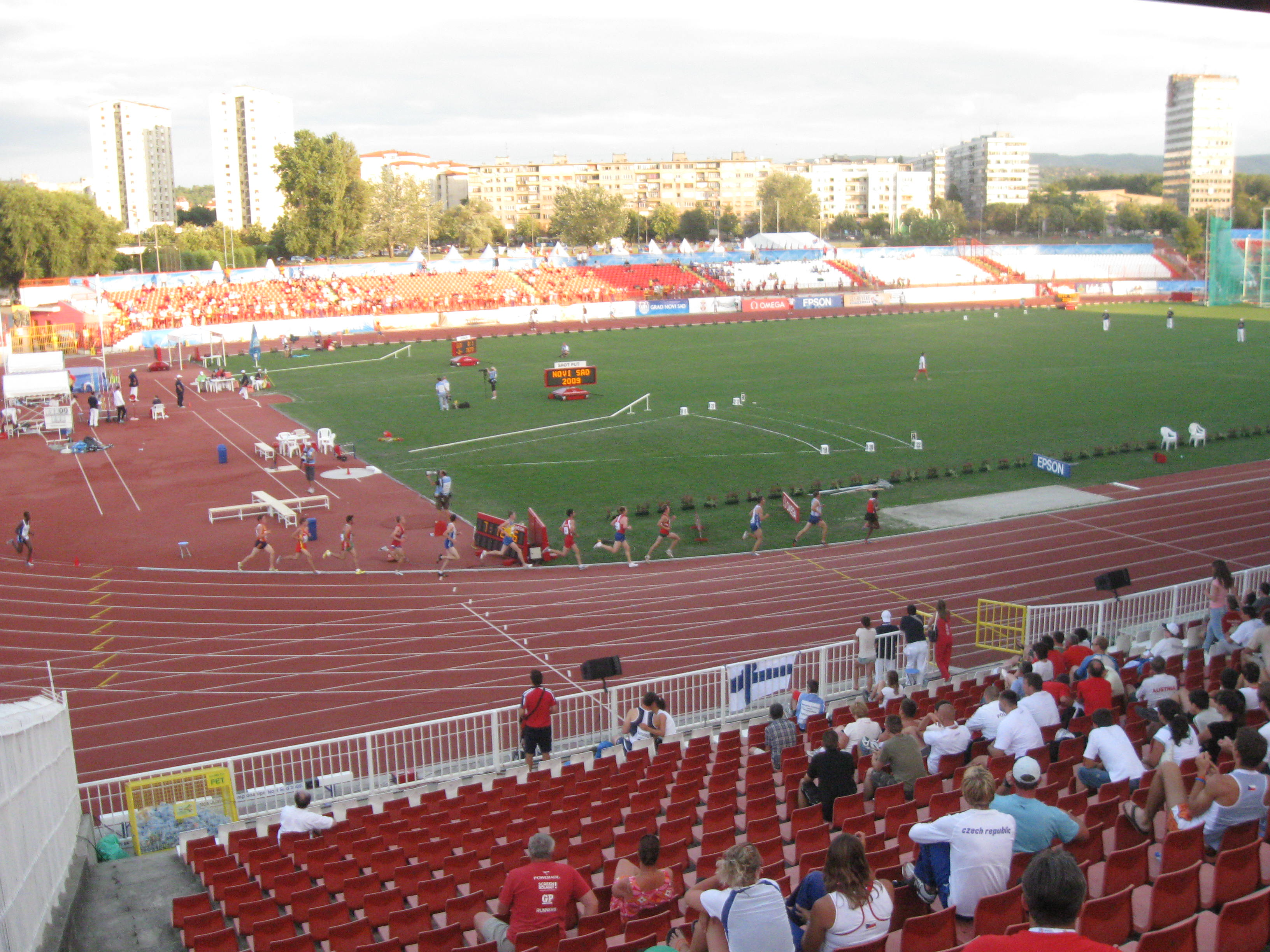
El Estadio Karadjordje, durante la celebración del XX Campeonato Europeo de Atletismo Junior, en 2009.

Anteriormente, era conocido como Estadio Municipal (en serbio: Градски стадион o Gradski Stadion). En 2007, el estadio fue renombrado como Estadio Karađorđe en honor a Karađorđe Petrović, el líder del Primer Levantamiento Serbio contra el Imperio otomano y fundador de la Casa Real de Karađorđević. De todas formas, Estadio Karađorđe fue en realidad el nombre original del estadio, utilizado desde su construcción en 1924 hasta el final de la Segunda Guerra Mundial.

## Remodelaciones
En 2004 fue instalada una nueva pista de atletismo, para albergar un grupo de la Copa de Europa de Atletismo. Posteriormente fue escenario de otras dos importantes competiciones: los Juegos Atléticos de los Balcanes en 2005 y de nuevo un grupo de la Copa de Europa en 2006.
Como parte de la remodelación necesaria para el XX Campeonato Europeo de Atletismo Junior, celebrado en julio de 2009, una parte del estadio fue reconstruida, permitiendo albergar a 20 000 espectadores sentados. Además, se instaló un nuevo videomarcador de 43 m².